# Jean-Claude Mayo
Pour les articles homonymes, voir Mayo.
Jean-Claude Mayo, dit Enzo Mayo, né le 21 décembre 1945 à Tananarive (Madagascar) et mort le 28 janvier 2023[réf. nécessaire] est un artiste plasticien français ayant vécu majoritairement à Marseille.

## Biographie
Né de parents réunionnais à Madagascar, l'artiste arrive en France à l'âge de 15 ans.
Développant une passion pour la transparence, il introduit  dans sa création les notions de réflexion et de diffraction. Développant cette idée, Enzo Mayo exploite les découvertes de l'industrie, de ses créations d'atelier jusqu'à des scénographies monumentales.
En 1991, son oeuvre A l'abolition de l'esclavage devient le premier monument de France métropolitaine à rendre hommage aux victimes de l'esclavage. Mayo fut également l'instigateur de la création de la République libre du Frioul créée en 1997,,.
Ses œuvres sont présentes au catalogue de nombreuses collections aussi bien publiques que privées.
En 2004, à la suite d'une greffe de rein, Jean-Claude Mayo décide de changer de nom et de s'appeler Enzo Mayo,, en hommage à son donneur.

## Œuvres notables
- Le temple imaginaire, Vevey, Suisse, 1986[9]
- Symbiose pour Volcan et Oiseaux, La Réunion, 1988, plus communément appelée Les sentinelles du volcan, ensevelies en 2007 par l'éruption du Piton de la Fournaise[10]
- Les Ducs d'Albes, Quai de Kibri, Saint-Nazaire, 1991, plus communément appelé A l'abolition de l'esclavage[11],[12],[13]
- Les cœurs de Pierre, ville du Port, l'île de La Réunion, 1999
- Série Chakra pour le spectacle Natia Yoga, présenté à La Réunion et Inde, 2008
- Série Sringara-Kamatantra, Delhi et Kolkata, Inde, 2009-2010 financé par l'ICCR[14]